# Карл фон Прагер
Карл Прагер, з 30 листопада 1917 року — Ріттер фон Прагер (нім. Karl Ritter von Prager; 23 жовтня 1875, Варменштайнах — 31 січня 1959, Швангау) — німецький воєначальник, генерал піхоти вермахту. Кавалер ордена Pour le Mérite.

## Біографія
Син чиновника Генріха Прагера і його дружини Ернестіни, уродженої Крогер. 14 липня 1894 року вступив у Баварську армію. Учасник Першої світової війни. Після демобілізації армії залишений в рейхсвері. 1 лютого 1931 року вийшов у відставку. 26 серпня 1939 року призваний на службу і призначений командиром 27-го армійського корпусу. З 6 листопада 1939 року — командир 25-го армійського корпусу. 1 травня 1942 року відправлений в резерв фюрера, 30 червня звільнений у відставку. До 1944 року жив в Мюнхені. Після важкого бомбардування міста переїхав в Швангау, де прожив решту життя.

## Звання
- Офіцер-аспірант (14 липня 1894)
- Другий лейтенант (28 жовтня 1905)
- Лейтенант (2 лютого 1899)
- Оберлейтенант (28 жовтня 1905)
- Гауптман (7 березня 1910)
- Майор (30 листопада 1914)
- Оберстлейтенант (1 жовтня 1920)
- Оберст (1 липня 1922)
- Генерал-майор (1 лютого 1927)
- Генерал-лейтенант (1 лютого 1929)
- Генерал піхоти запасу (31 січня 1931)
- Генерал піхоти (1 вересня 1940)

## Нагороди
- Медаль принца-регента Луїтпольда
- Орден Корони (Пруссія) 4-го класу
- Залізний хрест 2-го і 1-го класу
- Орден «За заслуги» (Баварія)
  - 4-го класу з мечами (16 листопада 1914)
  - 4-го класу з мечами і короною (21 грудня 1915)
  - 3-го класу з мечами (24 квітня 1917)
- Орден Церінгенського лева, лицарський хрест 1-го класу з мечами (2 вересня 1915)
- Ганзейський Хрест
  - Бремен (25 жовтня 1916)
  - Любек (19 липня 1917)
  - Гамбург (10 листопада 1917)
- Королівський орден дому Гогенцоллернів, лицарський хрест з мечами (26 березня 1917)
- Хрест «За військові заслуги» (Брауншвейг) 2-го класу (12 травня 1917)
- Хрест «За військові заслуги» (Мекленбург-Шверін) 2-го класу (16 червня 1917)
- Галліполійська зірка (Османська імперія; 10 листопада 1917)
- Військовий орден Максиміліана Йозефа, лицарський хрест (30 листопада 1917)
- Pour le Mérite (23 грудня 1917)
- Орден Альберта (Саксонія), лицарський хрест 1-го класу з мечами (1918)
- Орден «За військові заслуги» (Болгарія), офіцерський хрест
- Хрест «За вислугу років» (Баварія) 2-го класу (24 роки)
- Почесний хрест ветерана війни з мечами
- Медаль «За вислугу років у Вермахті» 4-го, 3-го, 2-го і 1-го класу (25 років)
- Німецька імперська відзнака за фізичну підготовку в золоті (11 вересня 1939)
- Медаль «У пам'ять 1 жовтня 1938» (19 жовтня 1939)
- Застібка до Залізного хреста
  - 2-го класу (14 травня 1940)
  - 1-го класу (26 травня 1940)